# Black Dog (canción)

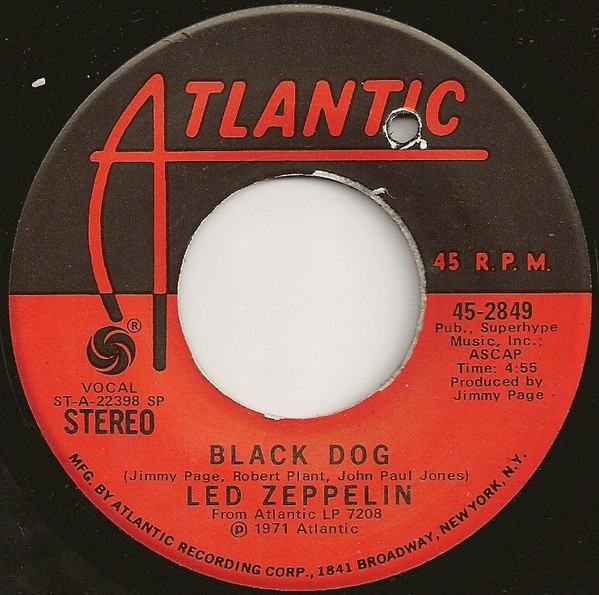
LP de "Black Dog" de Led Zeppelin. Atlantic Records, 1970

«Black Dog» es uno de los temas de la banda Led Zeppelin publicada en el álbum de Led Zeppelin IV (1970). Fue editado como sencillo con «Misty Mountain Hop» en la cara B. Fue el primer sencillo de Led Zeppelin IV y llegó al puesto 15 de las listas americanas.[cita requerida]
El riff sobre el que se construye la canción es el del bajo de John Paul Jones. Ocupa el puesto 300 en la lista de las 500 mejores canciones de todos los tiempos, elaborada por la revista musical Rolling Stone.

## Contexto
La canción abre el lado A del álbum, así como el LP en general y es una de las más conocidas del álbum.
La canción se llama así ya que durante las sesiones del Led Zeppelin IV un gran perro negro merodeaba fuera de los estudios.
Este tema se encuentra versionado por Lou Gramm y Zakk Wylde en el álbum Tributo "Stairway to Heaven" (1997)